# Мусуков, Алий Тахирович
Алий Тахирович Мусуков (карач.-балк. Мусукланы Тахирни жашы Али; род. 11 мая 1969; с. Хабаз, Зольский район, Кабардино-Балкарская АССР) — российский государственный деятель, председатель правительства КБР.

## Биография
- 1987 — 1993 — учеба в Кабардино-Балкарском государственном университете
- 1988 — 1989 — служба в Советской Армии, Украинская ССР
- 1994 — 1996 — специалист Госкомимущества Кабардино-Балкарской Республики
- 1996 — 1997 — специалист, директор департамента в Административном комитете программы «Стабилизация и развитие экономики КБР»
- 1997 — 2002 — заместитель Главы Административного комитета программы «Стабилизация и развитие экономики КБР
- 2002 — 2004 — заместитель министра экономического развития и торговли КБР
- 2004 — 2012 — министр экономического развития и торговли КБР
- 2012 — 2014 — министр экономического развития КБР
- октябрь 2014 — наст. вр. — Председатель Правительства КБР

## Награды
- Почетное звание "Заслуженный экономист Кабардино-Балкарской Республики" (2009)
- Почетная грамота Кабардино-Балкарской Республики (2014)
- Медаль ордена "За заслуги перед Отечеством" II степени (2017)